# Епископ тимочки Емилијан
Емилијан (световно Недељко Пиперковић; Липљан, 23. август 1886 — Зајечар, 10. септембар 1970) био је епископ тимочки на челу епархије 50 година.

## Биографија
Рођен је 23. августа 1886. године у Липљану на Косову. Основну школу је завршио у Липљану, нижу гимназију завршио је Приштини и Солуну, а затим богословију на Халки код Цариграда, где је провео седам година. Од 1910. до 1913. године био је писар Митрополије скопске и наставник гимназије у Скопљу.
У монаштво је ступио 1911. године у манастиру Светог архангела Гаврила у Кучевишту, рукоположио га је за ђакона митрополит скопски Викентије Крџић 15. августа исте године. Изабран је 1913. за питомца Архијерејског сабора Краљевине Србије да заврши Теолошки факултет у Атини. Ту је дипломирао 1918. и докторирао 1919. године. Дана 2. априла 1918. постављен је за наставника битољске гимназије с тим да врши дужност секретара ондашњег Митрополита српског Димитрија на Крфу. После Првог светског рата био је члан делегације која је преговарала са Цариградском патријаршијом о присаједињењу нових крајева и успостављању јединствене Српске патријаршије.
У чин јеромонаха рукоположио га је митрополит српски Димитрије 29. јуна 1920. године. За суплента реалке у Београду постављен је у октобру 1920. године, а већ 5. октобра исте године премештен је у богословију Светог Саве у Сремским Карловцима. За професора исте богословије унапређен је 22. марта 1921. године. Са тог положаја је дошао на престо тимочке Епархије. Посвећен је за епископа 23. јануара 1922. године. Свечано устоличење на Епископски престо извршено је тек 27. марта 1922. услед тадашњих оправки двора у Зајечару.
Написао је рад „Један историјски поглед на положај тимочке области“ (1924). Био је носилац Ордена Светог Саве првог и другог степена, као и ордена Румунске круне првог степена. У његово време штампан је „Летопис Тимочке епархије“ у 10 књига штампаних у периоду 1923—1932.  23458316
Када је Свети архијерејски сабор СПЦ на заседању 5. марта 1964. рашчинио епископа америчко-канадског Дионисија, против овога су једино били епископи тимочки Емилијан и рашко-призренски Павле. Био је више пута члан Светог архијерејског синода СПЦ.
Епископ Емилијан је умро 10. септембра 1970. године у Зајечару, где је сахрањен у Саборној цркви.